# Saint-Jean-la-Bussière
Saint-Jean-la-Bussière é uma comuna francesa na região administrativa de Auvérnia-Ródano-Alpes, no departamento de Ródano. Estende-se por uma área de 15,48 km². Em 2010 a comuna tinha 1 235 habitantes (densidade: 79,8 hab./km²).